# Karel Pařík
Karel Pařík (4. července 1857, Veliš u Jičína, Rakouské císařství – 16. června 1942, Sarajevo, Nezávislý stát Chorvatsko), v srbochorvatském přepisu Karlo Paržik, byl architekt, který na přelomu 19. a 20. století projektoval nejméně 110 realizovaných staveb po celé Bosně a Hercegovině a na dalších asi 40 se podílel.

## Život

### Mládí a doba studií
Byl šestým dítětem řeznického mistra z Veliše Josefa Paříka a Anny, rozené Slavíkové (měl pět starších bratrů). Obecnou školu navštěvoval ve Veliši, měšťanku a reálku absolvoval v Jičíně. Ve Vídni vystudoval Střední průmyslovou školu stavební a roku 1878 se zapsal na tamní Akademii výtvarných umění, na architektonickou školu, kterou vedl dánský architekt Theophil von Hansen. Druhým významným učitelem a architektem, který mladého Paříka během studií ovlivnil, byl Fridrich Schmidt.

### Cesta na Balkán
Na Balkán se dostal po okupaci Bosny a Hercegoviny rakousko-uherskou armádou (1878), tedy v době, kdy probíhala transformace okupovaného území, budování infrastruktury a úřednického aparátu. V těch časech putovala do Bosny a Hercegoviny celá řada Čechů – učitelů, architektů, inženýrů, lékařů a státních zaměstnanců, kteří tu hledali novou životní příležitost. Do Sarajeva přijel roku 1884, aby se tu spolu se svým spolužákem Josipem Vancašem pustil do realizace mimořádné zakázky na stavbu hlavní katolické katedrály a hlavní budovy Zemské vlády Bosny a Hercegoviny (dnes známá i jako Zgrada zemaljske vlade I).

### Osobní život

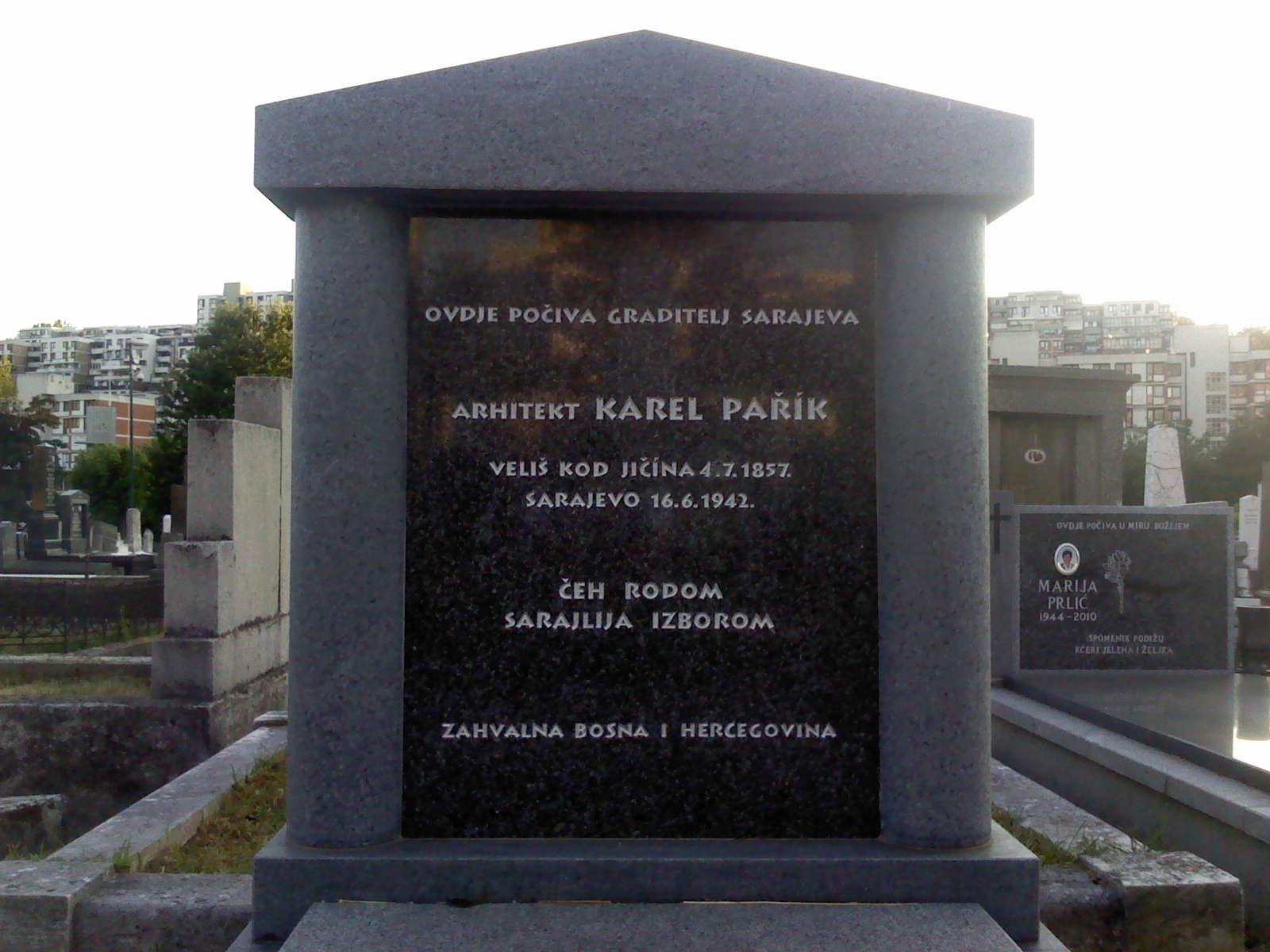
Hrob Karla Paříka v Sarajevu

Byl dvakrát ženatý. Jeho první ženou byla Marie Stefánie Langreiterová, se kterou měl syna Karla, později významného stavitele houslí v Bělehradě. V roce 1890 Marie zemřela. Z druhého manželství s Ludmilou, rozenou Mandićovou, měl děti tři – syny Pavla Otokara, Mariana a dceru Melitu. S Marianem a Melitou později Karel Pařík spolupracoval při tvorbě některých svých staveb. Karel Pařík zemřel v roce 1942 v Sarajevu, kde je i pohřben. Na jeho počest nese jedno ze sarajevských náměstí název Náměstí Karla Paříka. Náměstí sousedí s poslední Paříkovou stavbou, kterou vyprojektoval se svým synem – tou stavbou je neorománský katolický kostel sv. Josefa dokončený roku 1939 (Crkva sv. Josipa).

## Profesní kariéra a dílo

### Úspěšný počátek kariéry
Byl považován za vynikajícího znalce a autora historizující architektury, experta na nadzemní a monumentální stavby. Již jako čerstvě dostudovaný získal se svým spolužákem Josipem Vancašem už výše zmíněnou zakázku na stavbu metropolitní katedrály Nejsvětějšího srdce Ježíšova v Sarajevu (1884–1889, Katedrala Srca Isusova). Výstavbu budovy Penzijního fondu (Gazi-Husrevbegov palat) realizoval Karel Pařík do podzimu 1887. V počátcích své kariéry zaujal také projektem Šarí‘atské soudní školy (1888, Šeriatska sudačka škola) postavené podle konceptu medresy. Budova je koncipována v duchu romantického historismu v maurském stylu a sloužila svému účelu (výuka práva šaría) až do roku 1937. Dnes v ní sídlí Fakulta islámských věd.
Mistrovským dílem je pak Paříkův projekt Sarajevské radnice (Vijećnica), která je nyní knihovnou (1891–1894). Stavba vykazuje vlivy byzantské a islámské architektury. Na konečném vzhledu radnice se však podíleli ještě další dva architekti, chorvatský Čech Alexander Wittek a Chorvat Ciril Iveković. K dalším významným sarajevským stavbám z tohoto počátečního období tvorby patří rezidence Esada Kuloviće (1896), sarajevského starosty v letech 1905–1910, a Obecní dům (1897, Društveni dom, dnes Národní divadlo).
Vyprojektoval také několik svatostánků pro různé církve – evangelický kostel v románsko-byzantském stylu, který je dnes součástí Akademie výtvarných umění (1898), pravoslavnou školu (1897) a aškenázskou synagogu (1901). V roce 1896 získal Karel Pařík medaili za práci pro výstavu Uherského milénia v Budapešti a v prosinci roku 1899 mu císař František Josef I. udělil rytířský kříž.

### Uznávaný architekt

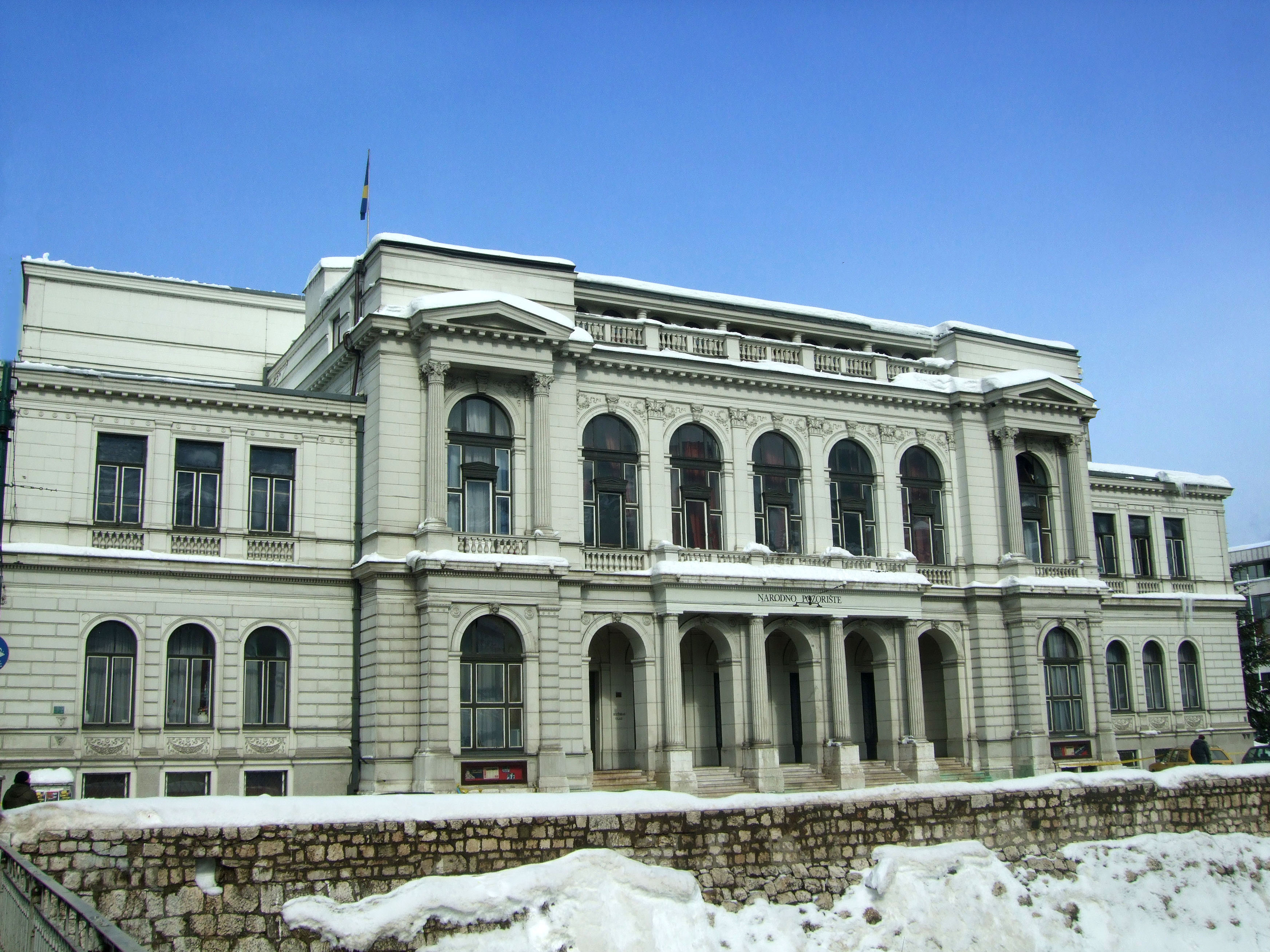
Národní divadlo v Sarajevu dle návrhu Karla Paříka

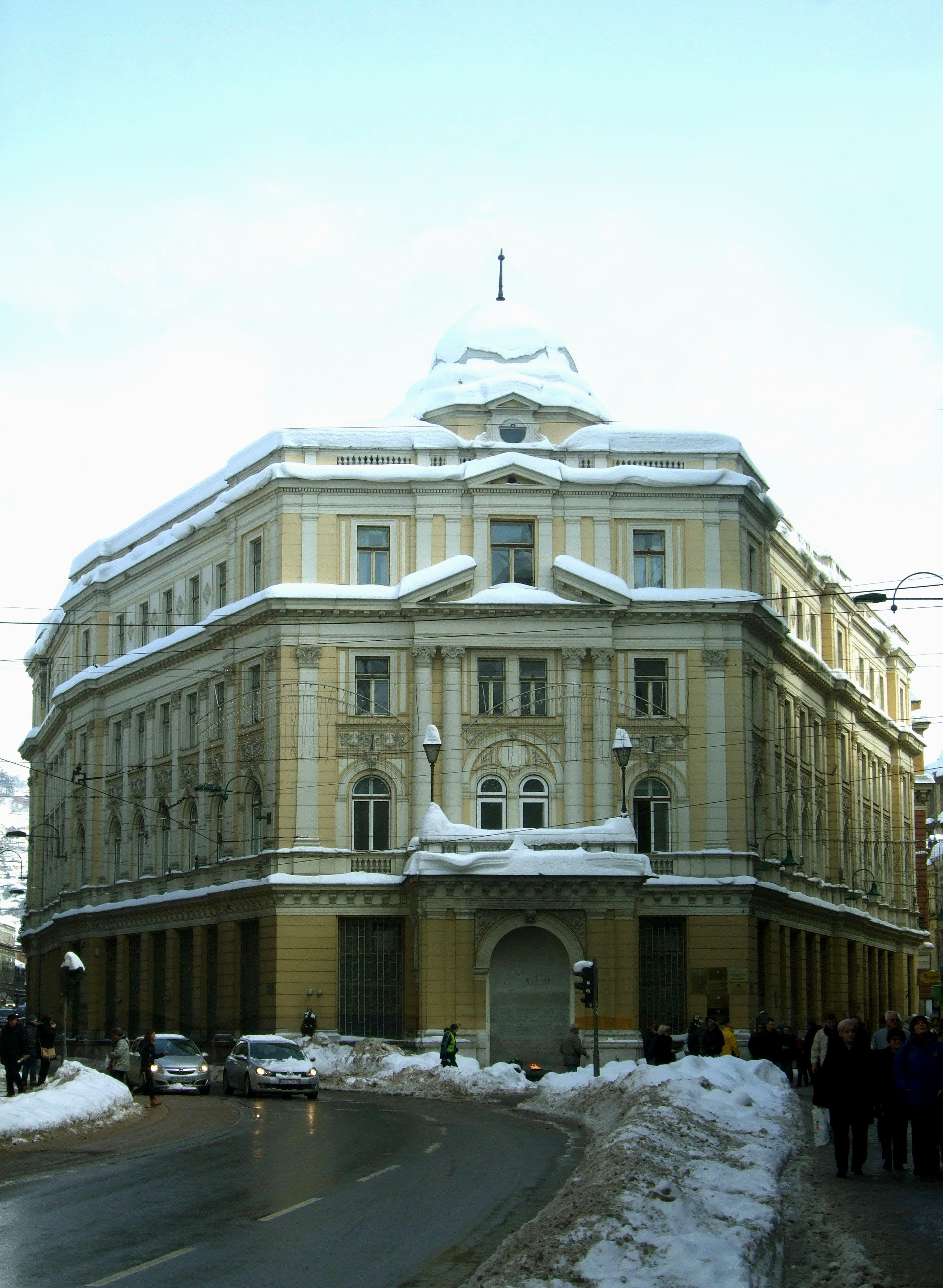
Grand hotel v Sarajevu, poté Zemská banka, dle návrhu Karla Paříka

I počátek 20. století mu přinesl řadu dalších zakázek na území Bosny a Hercegoviny – např. sídlo pravoslavného hercegovského metropolity v Mostaru (1910), v Sarajevu pak obchodní dům pro židovskou rodinu Salmonů (1911 – dnes Národní galerie Bosny a Hercegoviny), rozsáhlý komplex Zemského muzea v neorenesančním slohu (1913) a v roce 1911 se podílel na přístavbě rezidence reisu-l-ulemy u Carovy mešity (Careva džemija) z 16. století. Od 20. let 20. století spolupracoval několikrát se svým synem Marianem – jednou z nejzdařilejších společně vyprojektovaných staveb je tzv. Vakufski dům z roku 1931, kdy Pařík opustil svůj historizující styl a přiklonil se k modernějšímu konstruktivismu. Dalším jeho rodinným spolupracovníkem se stal jeho zeť František Blažek. Společně pracovali na projektu Filipovićevských kasáren v Sarajevu (dnes kampus Univerzity v Sarajevu) a především na řadě staveb v lázeňském letovisku Ilidža, kde své stavby realizovali i další čeští architekti – např. Karel Pánek. S podobným typem staveb a architektury jakou navrhl v Ilidži měl už Karel Pařík zkušenosti ze své práce na několika objektech v chorvatském letovisku Kupari (1913). Většina jeho staveb v Kupari, které dlouhá léta patřily Československé lázeňské společnosti, se však nedochovala, jelikož byly zdevastovány po znárodnění a následně zničeny v 90. letech 20. století během jugoslávské války.
Je autorem většiny městotvorných staveb v Sarajevu a řady dominant, které i dnes neodmyslitelně patří k tváři města. Projektoval budovy škol, muzeí, úřadů, kasáren, nemocnice, hotely, obytné komplexy, budovy náboženských spolků, sarajevskou radnici, věznici i stavby církevní – kostely, mešity, synagogy. Většinu staveb vytvořil v některém z historizujících slohů a významný je jeho přínos tzv. bosenskému stylu – což byla kombinace vídeňského historismu, neorománského slohu a orientálního tvarosloví. Má velkou zásluhu na tom, že se Sarajevo na přelomu 19. a 20. století změnilo z města orientálního v město evropského stylu.

### Zaměstnancem stavebního odboru
Do státní služby vstoupil 31. března 1886, kdy byl přijat jako provizorní inženýr do stavebního odboru Zemské vlády Bosny a Hercegoviny, kde pak pracoval až do roku 1916. V roce 1888 získal místo inženýra s definitivou, v letech 1890 a 1891 také učil na Technické škole v Sarajevu, v roce 1892 se stal inženýrem 1. třídy a v roce 1895 hlavním inženýrem stavebního odboru. Postupem času dosáhl na stavebním odboru funkce vedoucího oddělení pro nadzemní stavby (s titulem zemského rady). V roce 1905 byl jmenován stavebním radou, v roce 1908 vrchním stavebním radou a v roce 1912 šéfem oddělení pro nadzemní stavby.
V roce 1916 byl po sporech se svým nadřízeným, sekčním šéfem Kusovićem, po třiceti letech služby penzionován. Po odchodu do penze učil na Technické střední škole v Sarajevu a v letech 1921–1937 byl poradcem pro stavební otázky a projektantem četných sakrálních a jiných objektů pro Vrhbosenské arcibiskupství (pro katolickou církev v Bosně a Hercegovině vytvořil celkem 80 stavebních projektů).